# Calle Colombres (Tucumán)
La Calle José Eusebio Colombres es una calle de San Miguel de Tucumán, Tucumán, Argentina. Se extiende desde la calle Alberdi y avenida 24 de septiembre hasta la calle Emilio Castelar. Lleva su nombre en honor al obispo José Eusebio Colombres, quien fuera político, obispo y la primera persona que plantó caña de azúcar en Tucumán, dando inicio a la producción azucarera en la provincia.

## Historia
La calle fue abierta con la expansión del área central de la ciudad en 1887, durante la intendencia de José Padilla. Durante el siglo XX se instalaron diversos edificios como la Escuela Bernardo de Irigoyen o la Cárcel de Villa Urquiza, circulando además el Tranvía Rural sobre esta calle; el cual llegaba hasta Yerba Buena. Además, en cercanías a la Plaza Alberdi y la Estación Tucumán del Ferrocarril Central Argentino, la calle se convirtió en una arteria comercial.

## Sitios de Interés
A lo largo de esta calle se desarrollan varios lugares de interés y emblemáticos:
- Escuela Bernardo de Irigoyen
- Plaza Alberdi
- Estación Tucumán
- Cárcel de Villa Urquiza
- Hipermercado Libertad